# Veronella
Veronella är en ort och kommun i provinsen Verona i regionen Veneto i Italien. Kommunen hade 5 120 invånare (2018).